# Biełaruski prawasłauny pateryk
Biełaruski prawasłauny pateryk, Białoruski Pateryk Prawosławny (biał. Беларускі праваслаўны патэрык) – kolaboracyjna publikacja białoruska podczas II wojny światowej
Pierwszy numer publikacji wyszedł w okupowanej Warszawie w 1942 r. Drugi i zarazem ostatni numer opublikowano w 1943 r. Ukazywała się ona po białorusku przy współpracy metropolity warszawskiego Dionizego i przewodniczącego Komitetu Białoruskiego w Warszawie, Mikoły Szczorsa. Wydawcą było Białoruskie Bractwo Cerkiewne im. Świętego Jerzego. Każdy numer pateryku stanowił zbiór publikacji białoruskich o charakterze historyczno-religijnym, dotyczących cerkwi prawosławnej na Białorusi.